# Дік Каветт
Річард Алва Каветт (англ. Richard Alva Cavett; нар. 19 листопада 1936) — американська телезнаменитість, комік і колишній ведучий ток-шоу, що відрізнялося розмовним стилем і глибокими обговореннями. Він регулярно з'являвся на американському телебаченні протягом п'яти десятиріч поспіль, від 1960-х до 2000-х років. У пізніші роки Каветт писав колонку для онлайн-версії «New York Times», просував DVD-диски своїх колишніх шоу та книгу своїх колонок «Times». Він також представляв повтори своїх телевізійних інтерв'ю із Сальвадором Далі, Граучо Марксом, Катаріною Хепберн, Джуді Гарланд, Марлоном Брандо, Інгмаром Бергманом, Жаном-Люком Годаром, Джоном Ленноном, Річардом Бертоном та іншими на телеканалі «Turner Classic Movies».

## Раннє життя
Каветт народився у штаті Небраска у Гіббоні. Його мати, Ерабель «Ера» (дівочеп Річардс), і його батько, Альва Б. Каветт працювали вчителями. Дік Каветт має шотландське, ірландське, англійське й, частково, французьке й німецьке коріння. Один його дід приїхав з Англії, а другий з Уельсу. Усі бабусі і дідусі Кавета жили в Ґранд-Айленді, штат Небраска. Його бабуся і дідусь по батькові були Альва А. Каветт і Гертруда Пінш. Його дідусь по батькові був із Діллера, штат Небраска, а бабуся по батькові була переселенкою з Ахена, Німеччина. Його бабця та дід по матері були Преподобний Р. Р. та Етта Мей Річардс. Преподобний Річардс був з Кармартана, Уельс, й був баптистським служителем у центральній частині Небраски. Сам Дик Каветт — агностик.
У 8-му класі Дик Каветт вів суботнє ранкове радіо-шоу й зіграв головну роль у «Вінсловському хлопчику». Однією з його однокласників була акторка Сенді Денніс. Каветт був державним президентом учнівської ради середньої школи та золотим призером на Небраському чемпіонаті з гімнастики.
Перед коледжом він працював кедді у Лінкольнському сільському клубі. У 1952 році Каветт взяв участь у з'їзді Міжнародного братства магів у Сент-Луїсі, штат Міссурі, і завоював трофей «Найкращий новий виконавець». Приблизно в той же час він заприятелював зі старшим на 11 років магом Джонні Карсоном, що показував магію в церкві в Лінкольні.
У Єльському університеті Каветт грав й ставив драми на радіостанції містечка WYBC та виступав у постановках Єльської драми. На останньому році університету він змінив освітню програму з англійської мови на драму.

## Кар'єра

### Вечірнє шоу
Він оселився в апартаменті на заході 89-ї вулиці на Манхеттені, й намагався стати актором, ведучим тб-шоу, й працював таємним покупцем, кур'єром журналу «Тайм» перед тим, як він був найнятим координатором талантів у тб-шоу «The Tonight Show» Джека Паара на NBC. Згодом став сценаристом шоу, коли ведучим став Джонні Карсон.
У 1964 році Каветт працював естрадним гумористом у Ґрінвіч-Вілладж.

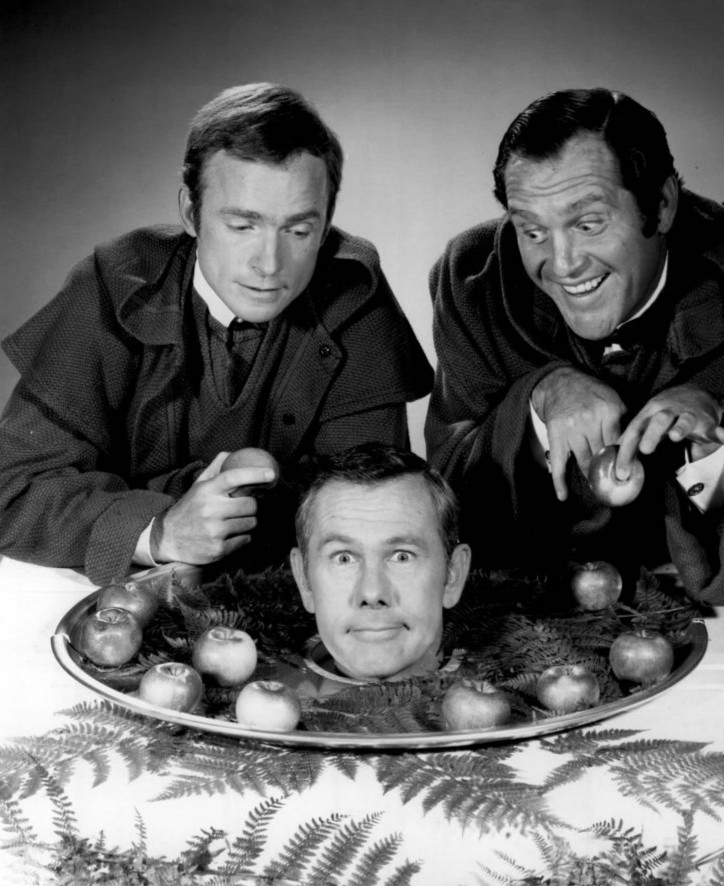
Каветт, Алан Кінг та Джонні Карсон 1968 року

Каветт вів спеціальну програму «Де це» для Буд Йоркіна та Нормана Ліра.
У 1968 році Каветт був найнятий для проведення тб-шоу Цей ранок на ABC. Згодом ABC перенесло шоу в прайм-тайм, й потім на пізню ніч одночасно з «The Tonight Show» Джонні Карсона на NBC.

### Шоу Діка Каветта

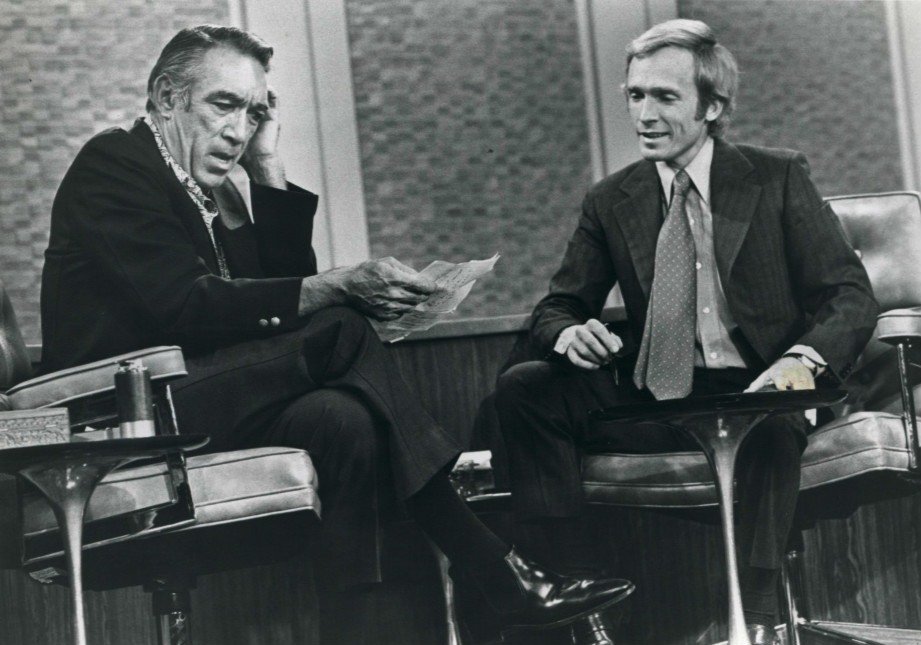
З Ентоні Квінном, 1971

З періодичністю з 1968 року Каветт вів власні ток-шоу, у різних форматах та в різних теле- й радіомережах:
- ABC (1968—1974)
- CBS (1975)
- PBS (1977—1982)
- USA Network (1985—1986)
- Olympia Broadcasting (синдикаційне радіошоу, 1985—1989)
- ABC (1986—1987)
- CNBC (1989—1996)
- Turner Classic Movies (2006—2007)

Каветта було номіновано щонайменше на 10 премій Еммі, з яких отримано лише 3. У 1970 році він спільно вів Нагороджувальне шоу «Еммі» (у «Карнегі-холл» у Нью-Йорку) з Біллом Косбі (у Ценчурі-плаза в Лос-Анджелесі).
Найпопулярнішим його ток-шоу було його програма ABC, що тривала з 1969 по 1974 рік. З 1962 по 1992 рік, шоу Tonight Show з Джонні Карсоном, ймовірно, було найпопулярнішим різновидним і ток-шоу пізньої ночі. На відміну від багатьох сучасних шоу, що намагалися конкурувати з Карсоном в той же часовий проміжок, але їх швидко скасували, Каветту вдалося залишатися в ефірі протягом п'яти років. Хоча його шоу не привернуло широкої аудиторії, залишившись на 3-му місці в рейтингах після шоу Карсона та Мерва Гріффіна, але він здобув репутацію «господаря ток-шоу мислячої людини» й отримав сприятливі відгуки критиків. Як ведучий ток-шоу, Каветт відзначався своєю здатністю слухати своїх гостей та вступати в інтелектуальну бесіду. Клайв Джеймс охарактеризував Каветта «як справжню вишуканицю з загрозливим інтелектуальним діапазоном» та «найвідомішого господаря ток-шоу в Америці». Він також відомий своєю здатністю залишатись спокійним та опосередковувати між сварливими гостями та своїм резонансним голосом; незвичний для людини його зросту (170 см).
Його шоу часто зосереджувалося на суперечливих людях чи сюжетах, часто поєднуючи гостей з протилежними поглядами на соціальні чи політичні питання, такі як Джим Браун та Лестер Маддокс.
11 лютого 1970 року Каветт вшанував данину життю та творчості сера Нола Труса, якого було посвячено у лицарі у грудні 1969 року. Поряд Ковардом, іншими гостями були Альфред Лунт, Лін Фонтанне, Тамі Грімс та Брайан Бедфорд (які насолоджувалися успішним постановкою Коварда на Бродвеї «Private Lives»).
В одному шоу з червня 1971 року відбулися дебати між майбутнім сенатором і кандидатом у президенти Джоном Керрі та ветеранкою Джона О'Нілла щодо війни у В'єтнамі. О'Нілл звернувся до адміністрації Ніксона, щоб розібратися з ветеранами В'єтнаму заради Справедливого миру для протидії впливу Керрі на громадськість. Дебати пройшли доволі погано для про-воєнної сторони, що розгнівило президента Ніксона, й він обмовився на записах Вотергейту: «Добре, чи є якийсь спосіб пригнітити його [Каветту]? Це я маю на увазі. Повинні бути шляхи». Х. Р. Халдеман, керівник апарату Білого дому, відповів: «Ми намагалися». Ім'я Каветта з'являється 26 разів на записах Вотергейту, оскільки він неодноразово підкреслював несправедливості адміністрації Ніксона на своєму шоу.
Каветт також приймав багатьох популярних музикантів, як з інтерв'ю, так і у виконанні, таких як Девід Боуі, Слай Стоун, Джімі Хендрікс та Джаніс Джоплін. У 2005 році Shout Factory випустило підбірку виступів та інтерв'ю на 3 DVD, The Dick Cavett Show: Rock Icons, демонстраційні інтерв'ю та виступи музикантів, що виступали на шоу Діка Каветта з 1969 по 1974 роки.
Уривки з його телевізійних передач були використані у фільмах, наприклад, Енні Холл (1977), Форест Гамп (1994), Аполлон 13 (1995) та Частота (2000).
Каветт був здивований кадрами з його телешоу, що з'являються в «Аполлоні 13».
Каветт є співавтором двох книг з Крістофером Портерфілдом: Каветт (1974), його автобіографія та «Погляд на Каветта» (1983). Тепер Каветт пише блог у The New York Times, під назвою «Ток-шоу: Дік Каветт знову говорить».
У 1979 році Каветт начитує документальну серію HBO Time Was про десятиріччя від 1920-х до 1970-х. На початку 1980-х Каветт вів документальний серіал про HBO під назвою «Пам'ятай, коли…», що досліджував зміни в американській культурі з часом, а також щомісячний огляд журналу HBO.
У квітні 1981 року Каветт відправився в Стокгольм, Швеція, щоб взяти інтерв'ю в поп-групу ABBA з нагоди їх десятої річниці як група. Спеціальний фільм Дік Каветт зустрічає ABBA, був знятий шведською телемережею SVT і переважно транслювався в Європі.  
У середині 1980-х Кейтт зайняв посаду Джека Керні ведучого The Comedy Show, синдикованого з KMOX у Сент-Луїсі.  
У 2003 році Каветт з'являється у документальному фільмі « З попелу: Життя та часи Тіка Холла» про пожежу, що знищила його будинок у місті Монтаук, штат Нью-Йорк, та його зусиллях відновити його.
Каветт був присутній, коли актор Марлон Брандо 12 червня 1973 року зламав щелепу папараццо-фотографа Рона Галелла, коли той послідував за Каветтом і Брандо до нью-йоркського ресторану у після зйомок фільму «Дік Каветт».
У 2008 році Каветт вступив у суперечку про війну в Іраку з записом у блозі New York Times, що критикував генерала Девіда Петреуса: «Я не можу дивитись на Петреуса — його мундир орнаментований наче ялинка з відзнаками, медалями та стрічками, без думок про великого Морт Саля на піку свого блиску». Каветт продовжив згадувати презирство Саля на демонстрацію медалей генералом Вільямом Вестморландом та критикував Петреуса за те, що він не висловлюється загально зрозумілою мовою.

## Вплив
У січні 2020 року, коли Каветт виступав гостем на «Пізньому шоу» зі Стівеном Колбертом, Колбер заявив, що він величезний шанувальник Каветта, бачив усі його ток-шоу, та вказав на вплив на нього Джонні Карсона, Девіда Леттермана та Діка Каветта.

## Особисте життя

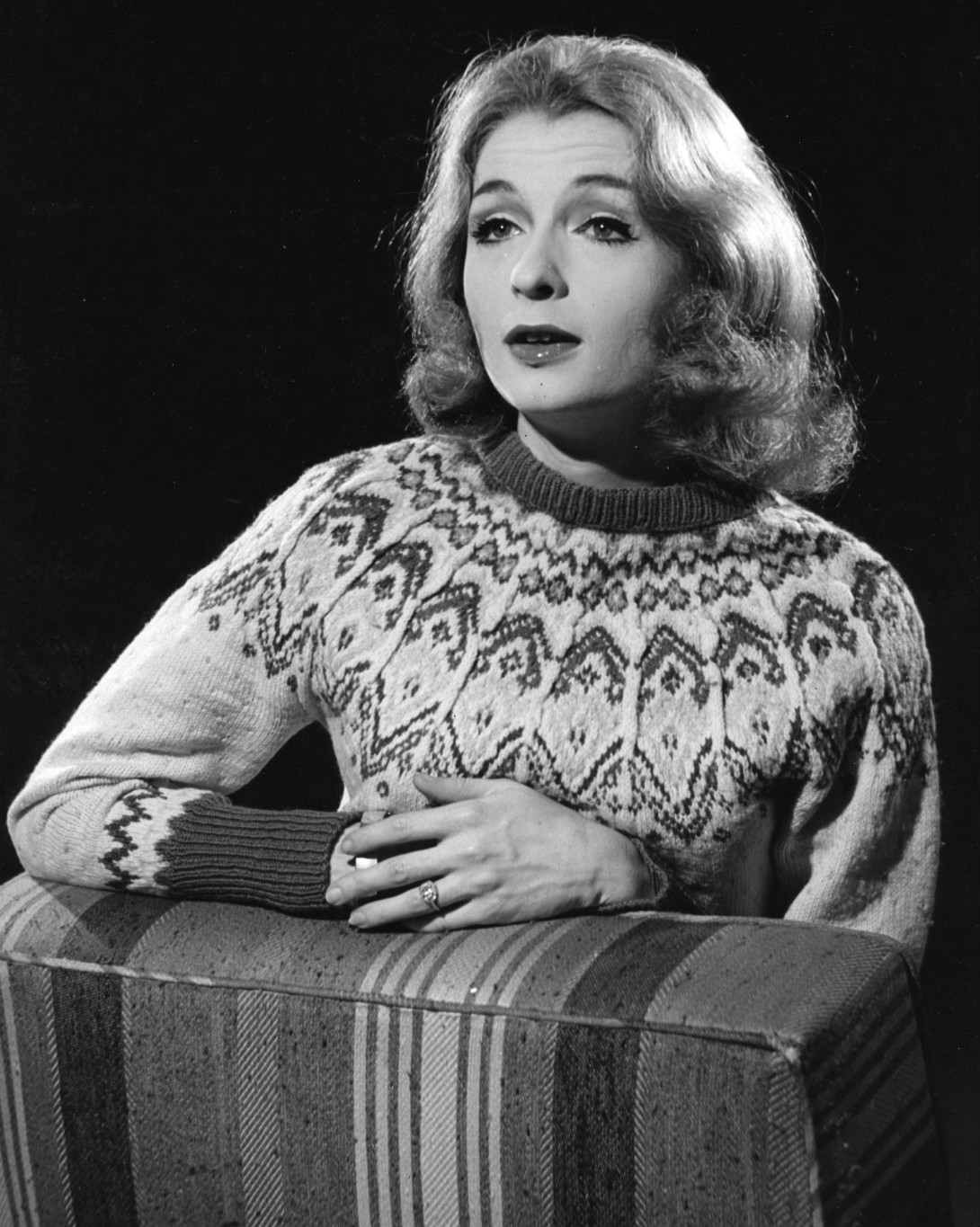
Керрі Най

Під час занять у школі драми Йельського університету Каветт познайомився зі своєю майбутньою дружиною Керлайн Най МакГєой (професійно Керрі Най), уродженкою Грінвуда, штат Міссісіпі. Після закінчення школи вони виступали в літньому театрі у Вільямстауні, штат Массачусетс; а Каветт, щоб придбати коштовну обручку два тижні працював на місцевій лісопильні. 4 червня 1964 року вони одружилися в Нью-Йорку. Вони залишалися одруженими до смерті Най у 2006 році.  
У 2010 році Каветт одружився з письменницею Мартою Роджерс у Новому Орлеані Луїзіани. Від цього шлюбу у Каветта є двоє пасинків. Роджерс і Каветт мешкали в Монтауці, Нью-Йорк, але станом на 2019 рік мешкають у Риджфілді, штат Коннектикут.

### Депресія

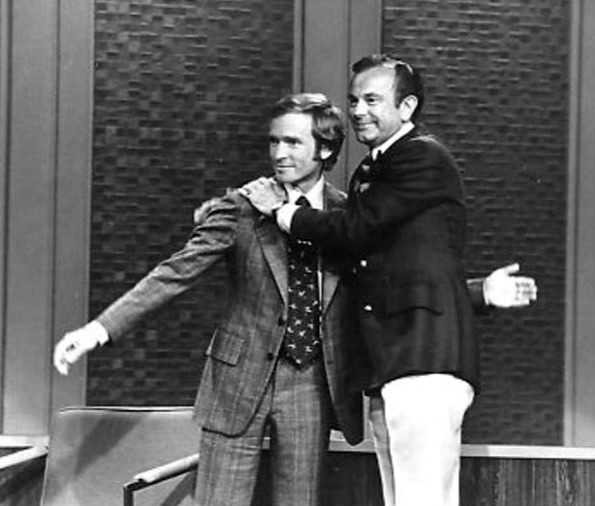
Дік Каветт і Джек Паар

Каветт відкрито обговорював наслідки клінічної депресії, хвороби, що вперше вплинула на нього під час його першого курсу в Єлі. Каветт звернувся у 1975 році доктор Натан Клайн до, що прописав йому антидепресант.
У 1980 році Каветт пережив те, що він охарактеризував як «найбільший депресивний припадок». Перебуваючи на борту «Конкорда» перед зльотом, Каветт спалахнув у поті й захвилювався. Після чого його зняли з літака й доправили до Колумбійсбкої пресвітеріанської лікарні в Нью-Йорку, де він згодом пройшов електроконвульсивну терапію.
Він також був учасником відео в 1993 році, створеного Асоціацією депресій та пов'язаних з ними афективних розладів під назвою «Погляд пацієнта».
У 1997 році на Каветта подав до суду продюсер Джеймс Московиць за порушення контракту після того, як він не з'явився на національну радіопрограму (також називається The Dick Cavett Show). Адвокат Каветта Мелвін Левентал заявив, що Каветт покинув через маніакально-депресивний припадок. Пізніше справу закрили.

## Фільмографія

### Телебачення
| Рік       | Назва                            | Роль                                 | Примітки                                    |
| --------- | -------------------------------- | ------------------------------------ | ------------------------------------------- |
| 1959 рік  | Шоу Філа Сільверса               | Студент переднього ряду              | Епізод: «Годзон Білка»                      |
| 1959 рік  | Шоу місяця ДюПойта               | невідома                             |                                             |
| 1960 рік  | Гральний будинок 90              | невідома                             | Епізод: «Сховане місце»                     |
| 1960–1984 | Шоу-шоу сьогодні                 | Marlene Schmidt / Гість господаря    | Також письменник                            |
| 1963 рік  | Шоу Джеремі Льюїса               |                                      | Письменник                                  |
| 1968–1986 | Шоу Діка Кейтта                  | Сам (господар)                       |                                             |
| 1971 рік  | Сама смертельна гра              | Сам                                  | Епізод: «Я, сказав Горобчик»                |
| 1972 рік  | Псевдонім Сміт і Джонс           | Шерифе                               | Епізод: «21 день до Tenstrike»              |
| 1974–1975 | Почуваюсь добре                  | Сам (господар)                       | Дитяча телевізійна майстерня, PBS           |
| 1975 рік  | Дивна пара                       | Сам                                  | Епізод: «Двоє чоловіків з хрипким»          |
| 1976 рік  | Субота вночі Live                | Сам (господар)                       |                                             |
| 1983 рік  | Край ночі                        | Мо Еверхардт                         |                                             |
| 1983 рік  | Ура                              | Сам                                  | Епізод: «Вони називали мене Першотравневим» |
| 1984 рік  | Готель                           | Сам                                  | Епізод: «Аутсайдери»                        |
| 1986 рік  | Кейт і Аллі                      | Сам                                  | Епізод: «Висока тривога»                    |
| 1987 рік  | Дивовижні історії                | Сам                                  | Епізод: «Дзеркало, дзеркало»                |
| 1988 рік  | Потойбічний світ                 | Олівер Твіст (фокусник / гіпнотизер) |                                             |
| 1990 рік  | Щирий синій                      |                                      | Епізод: «Синій понеділок»                   |
| 1995 рік  | Сімпсони                         | Сам                                  | Епізод: «Клоун Хомі»                        |
| 2011 рік  | Нудно до смерті                  | Сам                                  | Епізод: «Чорний годинник часу»              |
| 2011 рік  | Вуді Аллен: Документальний фільм | Сам                                  | 2 частина документального фільму, PBS       |
| 2012 рік  | Ми є ще?                         | Гарольд Бредлі                       | Епізод: «Епізод орфографії бджоли»          |
| 2012 рік  | Плітка дівчина                   | Сам                                  | Епізод: «Con Heir»                          |
| 2014 рік  | Театральна розмова               | Сам (гість)                          | Епізод: Дік Каветт (2014)                   |
| 2016 рік  | Дитяча лікарня                   | Сам                                  | Епізод: «Покажіть мені героя»               |

### Фільми
| Рік      | Назва                               | Роль              | Примітки           |
| -------- | ----------------------------------- | ----------------- | ------------------ |
| 1977 рік | Енні Холл                           | Сам               |                    |
| 1980 рік | Саймон                              | Сам               |                    |
| 1980 рік | Здоров'я                            | Сам               |                    |
| 1981 рік | Багатий і відомий                   | Сам               | Незакреслений      |
| 1983 рік | Парад зірок                         | Фред Аллен        |                    |
| 1987 рік | Кошмар на вулиці В'яз 3: Воїни мрії | Сам               |                    |
| 1988 рік | Після школи                         | Сам               |                    |
| 1988 рік | Місяць над Парадором                | Сам               |                    |
| 1988 рік | Beetlejuice                         | Бернар            |                    |
| 1991 рік | Рік пістолета                       | Бен Гершон        |                    |
| 1993 рік | Варвари біля воріт                  | Сам               | Телевізійний фільм |
| 1994 рік | Форест Гамп                         | Сам               |                    |
| 1995 рік | Аполлон 13                          | Сам               |                    |
| 1996 рік | Гарні гроші                         | Дуг               |                    |
| 1997 рік | Елвіс зустрічається з Ніксоном      | Розповідач        |                    |
| 2000 рік | Частота                             | Сам               |                    |
| 2000 рік | За швами                            | Детектив          |                    |
| 2005 рік | Дуейн Хопвуд                        | Фред              |                    |
| 2012 рік | Вибачте за життя                    | Преподобний Пілат |                    |
| 2012 рік | Зводить мене з розуму               | Містер Джонсон    |                    |
| 2014 рік | Річка Фундаменту                    | Прокинь гостя     |                    |